# Euterpe catinga
Espèce
Euterpe catinga est une espèce de plante de la famille des Arecaceae.

## Liste des variétés
Selon Catalogue of Life (8 juil. 2012) et World Checklist of Selected Plant Families (WCSP) (8 juil. 2012) :
- variété Euterpe catinga var. catinga Wallace 1853
- variété Euterpe catinga var. roraimae (Dammer) A.J.Hend. & Galeano 1996